# Nigerijski fulfulde
Nigerijski fulfulde jezik (ISO 639-3: fuv; kano-katsina-bororo fulfulde), nigersko-kongoanski jezik kojim govori oko 1 710 000 u Nigeriji (2000) i nepozanat broj u Kamerunu i Čadu. Pripada senegambijskoj skupini sjevernoatlantskih jezika, i jedan je od tri jezika istočne centralne podskupine fula ili fulani-wolof.
Jedan je od devet individualnih jezika makrojezika fulah [ful]. Ima tri dijalekta: kano-katsina, bororo (mbororo, ako, nomadic fulfulde) i sokoto. Piše se arapskim pismom ajami stilom koji služi za pisanje afričkih jezika.

## Vanjske poveznice
- Ethnologue (14th)
- Ethnologue (15th)